# ناتر (مقاطعة كلاردشت)
ناتر (بالفارسية: ناتر) هي قرية تقع في Kuhestan Rural District في إيران. يقدر عدد سكانها بـ 677 نسمة .